# 冼尚文
冼尙文（1481年—？），字質夫，廣東廣州府番禺縣人，民籍，明朝政治人物。

## 生平
正德五年（1510年）庚午科廣東鄉試第六十五名。正德六年（1511年）登辛未科進士。选翰林院庶吉士。

## 家族
曾祖冼忠；祖父冼□，曾任訓導；父冼魯□，母曾氏。永感下。